# Eleccions generals espanyoles de 1881

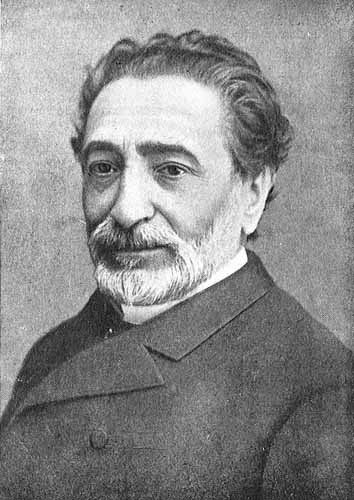
El liberal Sagasta, cap de govern després de les eleccions

Les eleccions generals espanyoles de 1881 foren convocades el 21 d'agost de 1881 sota sufragi censatari. En total foren escollits 392 diputats, endemés dels 15 de Puerto Rico i 24 de Cuba.
Vencé per majoria el Partit Liberal-Fusionista, dirigit per Práxedes Mateo Sagasta. El nou Partit Liberal, creat el 1880, aplegava no sols als seguidors de Sagasta, sinó també al grup de Manuel Alonso Martínez i a la fracció d'Arsenio Martínez-Campos Antón, Joaquín Jovellar Soler, així com antics membres del Partit Moderat com José Álvarez de Toledo y Acuña, comte de Xiquena.. Quan als republicans, només es van presentar els progressistes en coalició amb monàrquics independents i el Partit Progressista.
Fou elegit president del Congrés el liberal José de Posada Herrera, comte de Toreno, i com a president del Senat José Gutiérrez de la Concha, marquès de l'Havana, substituït el 1883 per Francisco Serrano Domínguez. El cap de govern fou Práxedes Mateo Sagasta fins al 13 d'octubre de 1883, quan el substituí José de Posada Herrera, qui havia protagonitzat l'escissió d'Izquierda Dinástica, i es convocaren noves eleccions 

## Composició de la Cambra
| ← Eleccions generals espanyoles, 21 d'agost de 1881 → |        |                                               |
| Partit                                                | Escons | Líder                                         |
| Partit Liberal Fusionista                             | 290    | Práxedes Mateo Sagasta                        |
| Partit Liberal Conservador                            | 62     | Antonio Cánovas del Castillo                  |
| Partit Demòcrata, Partit Progressista                 | 32     | Emilio Castelar, Cristino Martos Balbi        |
| Unió Catòlica                                         | 2      | Alejandro Pidal y Mon                         |
| Comunió Tradicionalista                               | 2      | José María Ampuero y Jáuregui                 |
| Unió Basca                                            | 1      | Joaquín de Vera y Olazábal, marqués de Narros |
| Independents                                          | 3      |                                               |

## Resultats per circumscripcions

### Catalunya
- Barcelona
  - Víctor Balaguer i Cirera (Liberal)
  - José Pasqual de Bonanza y Soler de Cornellá
  - Pere Bosch i Labrús (Conservador)
  - Teodor Baró i Sureda (Liberal)
  - Emilio Castelar y Ripoll (Partit Demòcrata Possibilista)
  - Camil Fabra i Fontanills, marquès d'Alella (liberal)
  - Antoni Ferratges de Mesa i Ballester (liberal)
  - Josep Garcia i Oliver (liberal)
  - Bartomeu Godó i Pié (liberal)
  - Francesc d'Assís Madorell i Badia (liberal)
  - Frederic Marcet i Vidal (Conservador)
  - Miquel Elías i Marchal (liberal)
  - Joaquim Marin i Carbonell (Conservador)
  - Juan Martínez Illescas y Moreno
  - Josep Mas i Martínez (liberal)
  - Enrique de Orozco y de la Puente (liberal)
  - Joaquim Planas i Borrell (liberal)
  - Frederic Pons i Montells (liberal)
  - Josep Ramoneda i Nonés (liberal)
  - Antoni Rodó i Casanova (liberal)
  - Antoni Roger i Vidal (liberal)
  - Vicente de Romero y Baldrich (liberal)
  - Francesc Taulina i Garriga (liberal)
- Girona
  - José Álvarez Mariño (Conservador)
  - Albert Camps i Armet (Conservador)
  - Pedro Diz Romero (Liberal)
  - Joan Fabra i Floreta (Liberal)
  - Manuel Henrich i Girona (Liberal)
  - Fèlix Macià i Bonaplata (Liberal)
  - Antoni Mataró i Villalonga (Liberal)
  - Albert de Quintana i Combis (Liberal)
  - Francesc Sala i Pou
- Lleida
  - Manuel Alonso Martínez (Liberal)
  - Vicente Alonso-Martínez y Martín (Liberal)
  - Manuel de Azcárraga Palmero (Liberal)
  - Isidre Boixader i Solana (Liberal)
  - Rafael Cabezas Montemayor (Conservador)
  - José María Celleruelo y Poviones (Liberal)
  - Luis de León y Cataumber, duc de Dénia (Liberal)
  - Francisco Martínez Brau (Liberal)
  - Jaume Nuet i Minguell (Liberal)
- Tarragona
  - Albert Bosch i Fustegueras (Conservador)
  - Josep Bosch i Carbonell (Liberal)
  - Joan Cañellas i Tomàs (Liberal)
  - Josep Castellet i Sampsó (Liberal)
  - Pere Nolasc Gay i Sardà (Liberal)
  - Frederic Pons i Montells (Liberal)
  - Marià Rius i Montaner, comte de Rius (Liberal)
  - Pere Antoni Torres i Jordi (Liberal)

### Illes Balears
- Josep Cotoner Allendesalazar, comte de Sallent (Conservador)
- Joaquim Fiol i Pujol (Partit Demòcrata Possibilista)
- Cipriano Garijo y Aljama (Liberal)
- Antoni Maura i Montaner (Liberal)
- Mateu Gamundí Monserrat (Liberal)
- Enrique de Mesa y Moyá (Liberal)
- Ramon Obrador Barceló (republicà)
- Joan Trémol Faner (Liberal)

### País Valencià
- Alacant
  - Enrique Arroyo y Rodríguez (Liberal)
  - Federico Bas Moró (Conservador)
  - Enrique Bushell y Laussat (Liberal)
  - Manuel González Llana (Liberal)
  - José de Granda González (Liberal)
  - Alejandro Groizard y Gómez de la Serna (Conservador)
  - Leopoldo Laussat Christiernin (Liberal)
  - Eleuterio Maisonnave Cutayar (Partit Republicà Possibilista)
  - Miguel de Martínez Campos y Antón (Liberal)
  - Adrián Viudes Girón, marquès de Río Florido (Liberal)
  - Trinitario Ruiz Capdepón (Liberal)
- Castelló
  - Jerónimo Antón Ramírez (Liberal)
  - Josep Escrig i Font (Liberal)
  - Carlos Espinosa de los Monteros Sagaseta de Ilurdoz (Liberal)
  - Bernardo de Frau y Mesa (Liberal)
  - Ricardo García Trapero Veragua (Liberal)
  - Juan de la Mata Zorita (Liberal)
  - Juan Muñoz Vargas (Liberal)
  - Gaspar Núñez de Arce (Liberal)
  - Emilio Sánchez Pastor (Liberal)
  - José María Tuero y Madrid (Liberal)
- València
  - Ciril Amorós i Pastor (Conservador)
  - Rafael Atard Llobell (Conservador)
  - José Busutil Barberá (Liberal)
  - Vicente Chapa Olmos (Liberal)
  - José Cort Gosálvez (Liberal)
  - Ricardo García Martínez (Liberal)
  - José Iranzo Presencia (Liberal)
  - Federico Loygorri de la Torre (Liberal)
  - Joaquín Martín de Olías (Partit Demòcrata Possibilista)
  - Cristino Martos Balbi (Partit Republicà Progressista)
  - Mariano Ros Carsi (Liberal)
  - Manuel de Salamanca Negrete (Liberal)
  - Jacob Sales Reig (Liberal)
  - Rafael Sarthou Calvo (Liberal)
  - Carlos Testor Pascual (Liberal)
  - Enrique Villarroya Llorens (Liberal)